# 영토방위군 (폴란드)

폴란드 영토방위군

영토방위군(領土防衛軍, 폴란드어: Wojska Obrony Terytorialnej, WOT)은 폴란드의 군부대로 직업군인과 시간제 지원 병사로 구성되어 나라의 방위와 전쟁 억제 시스템의 일부 역할을 맡고 있다. 이는 육군, 공군, 해군, 특수 작전 부대에 이어 폴란드의 5번째 군부대이다. 이 부대는 2017년에 5만의 병력의 힘을 예상했다. 폴란드 TDF의 창설은, 혼합 충돌의 초기 단계 동안 대응을 제공하기 위해 발트 해 연안 방위군의 개혁과 관련이 있다. 이는 우크라이나 국민위병의 경험에서 비롯되었다.

## 역사
영토방위군은 폴란드 군대의 예비 구성 요소로 계획되었다.비슷한 이름의 조직이 1965년부터 이 나라에 존재했지만 2008년 현대화 프로그램의 일환으로 해체되었다. 영토방위군의 개편은 돈바스 전쟁 동안 우크라이나군의 붕괴에 대응하여 2015년에 처음 발표되었으며, 폴란드의 현재 군사력이 적과 유사한 불균형적 대응을 할 것을 우려하였다. 정부 관계자에 따르면, 이 아이디어에 대한 대중적인 환영은 처음 발표한 후 처음 몇달 안에 11,000명의 사람들이 군에 참여하는 것에 관심을 보였을 때 긍정적이었다.
이 프로그램은 뒤이어  안토니 마치에레비치 폴란드 국방부 장관이 2016년 4월 27일 바르샤바 제2차 학교에서 거행한 기념식에서 "국토방위 개념의 기능에 관한 새로운 문서"에 서명하면서 공식화되었다.
2017년 5월 21일 비아위스토크, 루블린 그리고 제슈프는 WOT의 역사상 처음으로 군사적 선서를 했다. 2017년 6월 28일 국방부 장관의 140/MON명령에 기초하여 영토방위군 사령부는 내무부의 전통을 이어받아 확장했다(1982-45).

## 조직

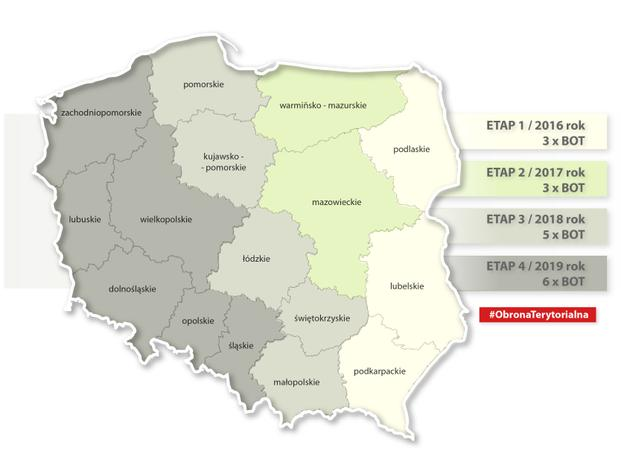
영토방위군 창설 일정

2016년 1월 발표된 계획에 따르면, 처음에는 WOT가 연간 최대 병력인 3만 5천명 규모의 병력과 자금 지원 규모로 구성될 것이라고 하지만, 처음에는 WOT가 미국의 북동부 지역에 배치되어 연간 6천만유로를 지원하는 단 세개의 여단으로 구성될 것이지만, 이후에는 이 병력이 최대 35,000명의 인원을 수용할 수 있다고 보고되었다.
예상했던 대로, 영토방위군은 모든 가치를 지닌 파트 타임 군사 기관이 될 것이며, 병사들은 매년 30일 간의 군사 훈련을 받게 될 것이다. 폴란드군의 정규적인 구성 요소에 동원이 이루어진 기존의 예비군과는 달리, 영토방위군은 자치구에서 지역 주민들을 끌어들여 자체적으로 운용하도록 설계될 것이다. 폴란드 군사 계획자들에 따르면, 이러한 체제는 하이브리드 전쟁에 대응하는 데 가장 효과적일 것이라고 한다.
국방부의 2017-2022년 국방부 획득 계획의 일환으로, 지원자의 총 숫자는 50,000명으로 정해졌고, 지원자들을 무장시키고 장비를 갖추는 데만 32억 즐로티가 넘었다.
국방부에 따르면, 외부의 군사적 위협에 대응하는 것 외에도, WOT는 폴란드의 '애국적이고 기독교적인 '재단을 강화하는 데 도움이 될 것이라고 한다.

## 영토방위군의 임무
영토방위군은 다음을 위해 헌신한다.

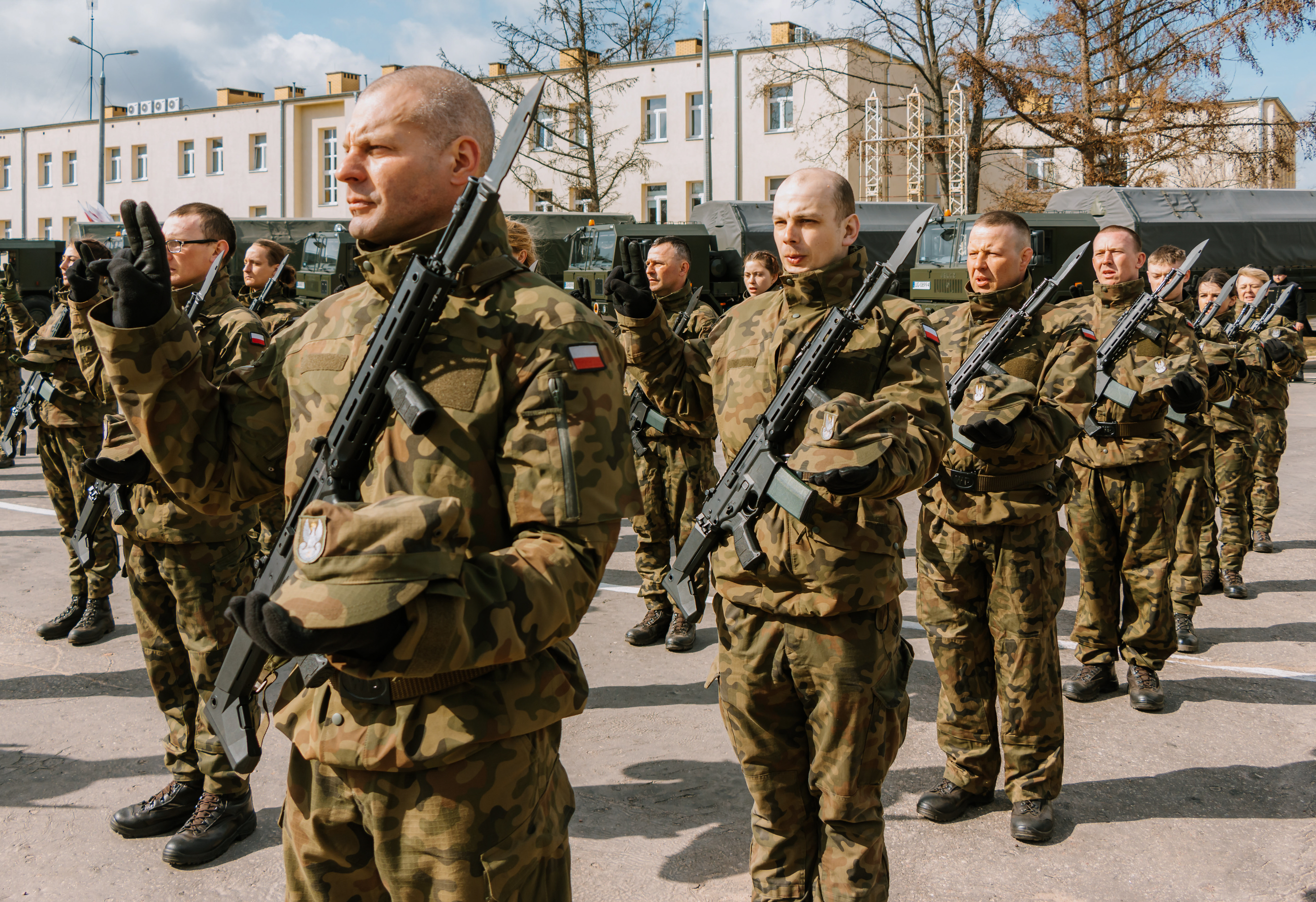
비아위스토크에서 군사 항해를 하고있는 영토방위군

- 운영 부대와 협력하여 방어 활동을 수행하고, 비군비 시스템의 지원 요소를 지원한다.
- 비일관적 활동, 화물 운송 및 공격용 착륙을 수행한다.
- 명령된 지역에서 연합 증원 부대의 수신 및 전개를 보호하는 데 참여한다.
- 위기 관리, 자연 재해의 근절, 영향, 재산 보호, 탐색 및 구조 활동과 같은 분야에서의 프로젝트 이행한다.

## 같이 보기
- 폴란드 육군